# إيفرين دويال
إيفرين دويال (من مواليد 24 يوليو 1973، إسطنبول ) هو ممثلة ومدربة تركية .

## حياة مهنية
دويال، الذي تخرج من مدرسة شيشلي تيراكي الثانوية وقسم مسرح المعهد الموسيقي الحكومي بجامعة معمار سنان عام 1994، عمل في مسرح بيزيم ومسرح أورال أوغلو في نفس العام. الفنان الذي انضم إلى مسرح تي عام 1995، عمل كممثل ومدير في هذا المسرح حتى عام 2007. ومن عام 1998 إلى عام 2001، شغل منصب نائب رئيس المسرح في جامعة إسطنبول ، كلية الفنون الجميلة، قسم المسرح؛ أعطى دروسًا في الصوت والتنفس والصوتيات والتمثيل.[بحاجة لمصدر] منذ عام 1998، قام بالتدريس في العديد من المؤسسات مثل قسم المسرح الموسيقي بجامعة هاليتش ، وورشة التمثيل بمسرح تي ، وكلية تيد إسطنبول ، ونادي مسرح أوياك بانك . وكان من بين مؤسسي شركة "اسطنبولمبرو" التي تأسست عام 2008. وفي الوقت نفسه، كان أمام الكاميرا منذ عام 1998 ومثل في العديد من الأفلام والمسلسلات التلفزيونية.
يواصل دويال حاليًا التمثيل في المسرح مع مجموعة تسمى "إسطنبول إمبرو" ويعمل كمدرب تمثيل أمام الكاميرا في مركز موجدات جيزن للفنون.

## مسرحيات
- 1994 - رسائل من ميلينا إلى كافكا / مسرحنا
- 1994 - حمار نصر الدين حجة / مسرحنا
- 1995 - الرجل هو الرجل / مسرح تي
- 1996 - الغيتو / مسرح تي
- 1996 - هل رأيت وحش المرور؟ / مسرح تي
- 1999 - غرفة الإنتظار / مسرح تي
- 2000 - إذا كنت لا تمانع، فلنتحدث عن أشياء باكسا / مسرح تي
- 2001 - حكاية بو يا / مسرح تي
- 2002 - أحد الرجال / مسرح تي
- 2003 - سر قبعة مينتي مونتيلي / مسرح تي
- 2006 - الرئيس والشبح / مسرح تي
- 2007-2021 - ني على تيماشة / اسطنبول (ارتجال)
- 2011 - اللعبة المفقودة / اسطنبول إمبرو (ارتجال)
- منذ 2011 - موظف الأسبوع / اسطنبول إمبرو (ارتجال)
- 2012 - ذات مرة / اسطنبول إمبرو (ارتجال)
- فئة هابابام / بي كيه إم
- ذات مرة امرأة / اسطنبول إمبرو (ارتجال)
- 2017 - في أنهار القصص الخيالية / اسطنبول إمبرو (ارتجال)
- 2021 - تجري أحداثه في روسيا / إسطنبول إمبرو (ارتجال)
- 2021 - أمريكا الصغيرة / اسطنبول إمبرو (ارتجال)
- كل شيء حدث في ليلة واحدة / اسطنبول (ارتجال)

## فيلموغرافيا

### سينما
- 1998 - ذيل النمر
- 2000 - الهروب الكبير (فيلم قصير)
- 2008 - بهتي كارا - مدرس إرشاد
- 2009 - تركواز - ريحان
- 2010 - حساب أوشاك - زبيدة (فيلم قصير)
- 2012 - كرنفال - بهابهي
- 2012 - فرحفازة - تشايسي
- 2014 - همس إذا نسيت - إلى مدير المدرسة
- 2014 - واحد مع الريح - ليلى
- 2015 - كاديكوي بشيكتاش - هلا (فيلم قصير)
- 2016 - تردد - والدة آسيا
- 2016 - ممرضة - ليلى
- 2017 - قاعة العقدة - أيتن
- 2017 - مفترق طرق - باكيز
- 2019 - أصل الوفاء - فاطمة
- 2019 - لا أريد أن أموت اليوم - أمي (فيلم قصير)
- 2021 - سردينيا - ماري

### التلفزيون
- 2006 - تنورة مفقودة - يارين
- 2007 - حرب النجوم - الشازية
- 2008-2010 - العشق الممنوع - نسرين
- 2011 - كالخطيئة - عطية
- 2012 - خزانة جدي - صفية
- 2013 - طير صالح - يائس
- 2016-2017 - الحب لا يفهم الكلام - فديك
- 2018 - سيرفيت - جونول
- 2018 - أكاذيب كبيرة كبيرة - ناجيهان
- 2022 - خبأتك في قلبي - فيروز
- 2023 - عمر - عائشة أدم أوغلو
- 2023 - جول جمال - فتوش
- 2023 - لدي مشكلة - أمينة
- 2024 - اللآلئ - غونغور سيحان

### مسلسلات وافلام انترنت
- 2020 - عطية (مسلسل تلفزيوني، ممثل ضيف)
- 2021 - يتيش زينب - شكران (مسلسل تلفزيوني، ممثل ضيف)
- 2021 - يشيلجام - نيلوفير (مسلسل تلفزيوني، ممثل ضيف)
- 2022 - ألف - أيسون (مسلسل تلفزيوني)
- 2022 - المقبرة: العقدة - كاموران (فيلم، ممثل ضيف)
- 2022 - رأس ساخن - شينيل (مسلسل تلفزيوني، ممثل مساعد)

## الجوائز
- 2017 - 10. مهرجان كوسوفو إلهة العرش السينمائي – أفضل ممثلة – ممرضة